# Seven Ways to Scream Your Name
Seven Ways to Scream Your Name é um EP lançado pelo grupo de post-hardcore Funeral for a Friend em 21 de Outubro de 2003, através da editora Ferret Records. Foi produzido por Joe Gibbs, Colin Richardson e a própria banda.
O EP teve a finalidade de promover o álbum de estreia da banda, Casually Dressed & Deep in Conversation

## Faixas
1. 10:45 Amsterdam Conversations
2. Red Is The New Black
3. The Art Of American Football
4. The Getaway Plan
5. This Year's Most Open Heartbreak
6. Kiss And Makeup
7. Escape Artists Never Die